# Бондигу
Бондигу́ (фр. Bondigoux, окс. Bondigós) — коммуна во Франции, находится в регионе Юг — Пиренеи. Департамент — Верхняя Гаронна. Входит в состав кантона Вильмюр-сюр-Тарн. Округ коммуны — Тулуза.
Код INSEE коммуны — 31073.

## География

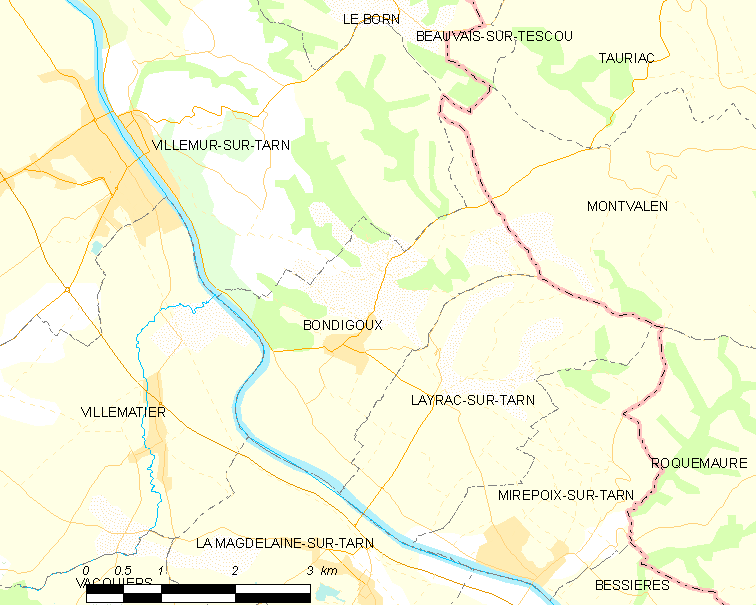
Карта коммуны

Коммуна расположена приблизительно в 570 км к югу от Парижа, в 28 км к северу от Тулузы.
На юго-западе коммуны протекает река Тарн.

## Климат
Климат умеренно-океанический. Зима мягкая и снежная, весна характеризуется сильными дождями и грозами, лето сухое и жаркое, осень солнечная. Преобладают сильные юго-восточные и северо-западные ветры.

## Население
Население коммуны на 2010 год составляло 463 человека.
| 1962 | 1968 | 1975 | 1982 | 1990 | 1999 | 2010 |
| ---- | ---- | ---- | ---- | ---- | ---- | ---- |
| 321  | 339  | 294  | 260  | 299  | 322  | 463  |

## Администрация
| Период | Период | Фамилия   | Партия | Примечания |
| ------ | ------ | --------- | ------ | ---------- |
| 2001   | 2005   | Жан Кайан |        |            |
| 2005   | 2020   | Дидье Ру  |        |            |

## Экономика
В 2010 году среди 291 человека трудоспособного возраста (15—64 лет) 223 были экономически активными, 68 — неактивными (показатель активности — 76,6 %, в 1999 году было 70,4 %). Из 223 активных жителей работали 206 человек (107 мужчин и 99 женщин), безработных было 17 (10 мужчин и 7 женщин). Среди 68 неактивных 30 человек были учениками или студентами, 23 — пенсионерами, 15 были неактивными по другим причинам.

## Достопримечательности
- Церковь Св. Орана (XIX век)
- Замок Верн

## Фотогалерея

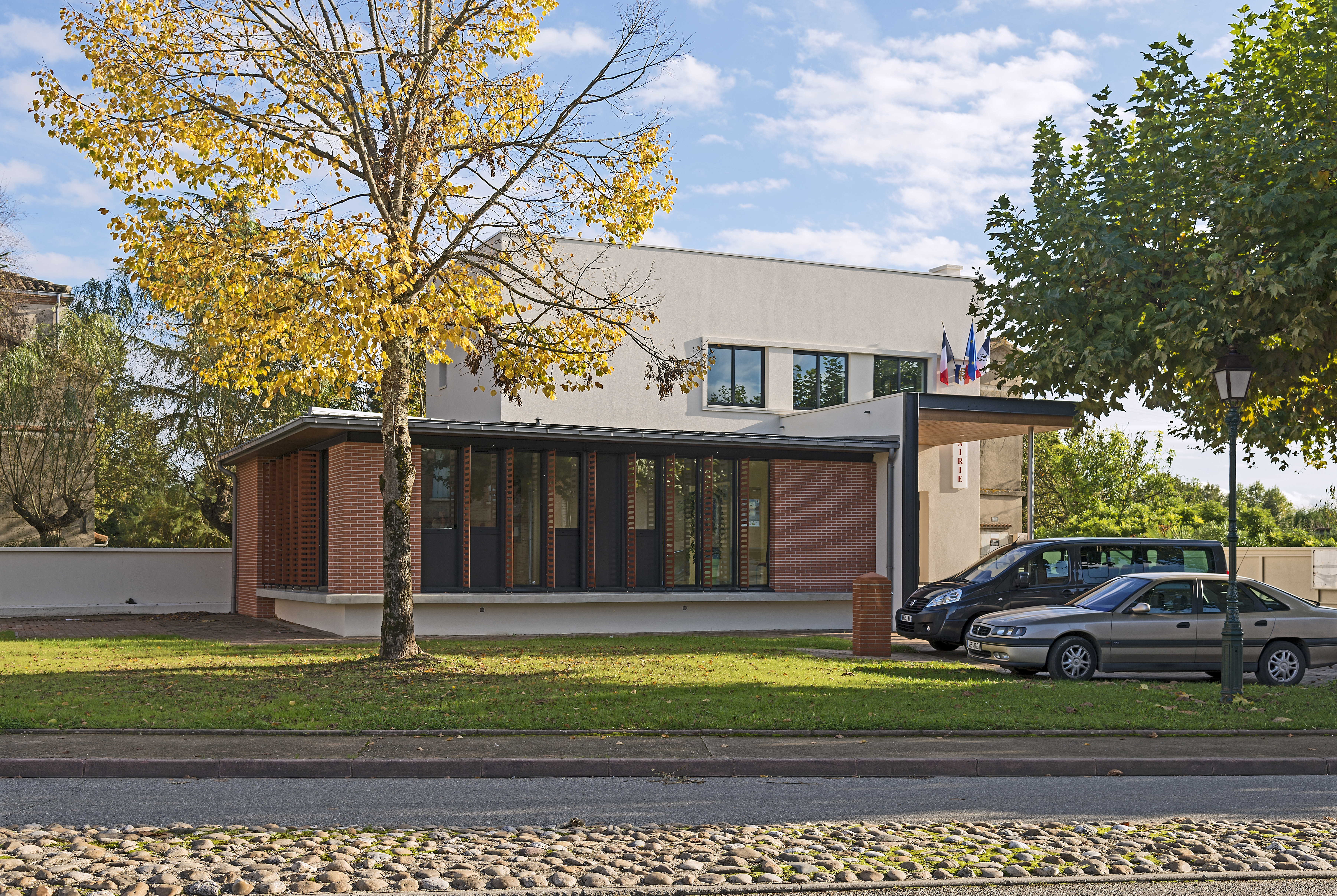
Мэрия
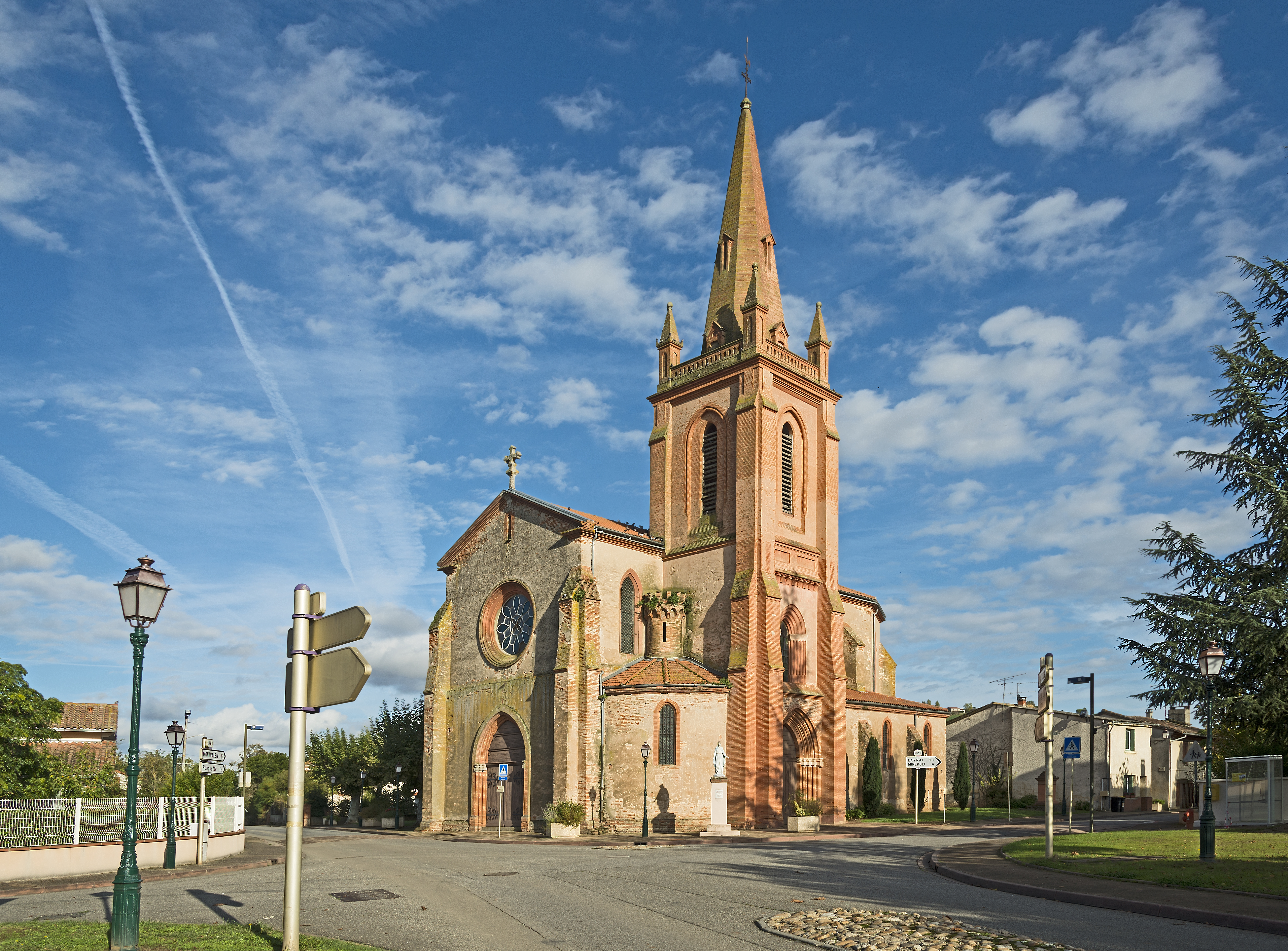
Церковь Св. Орана
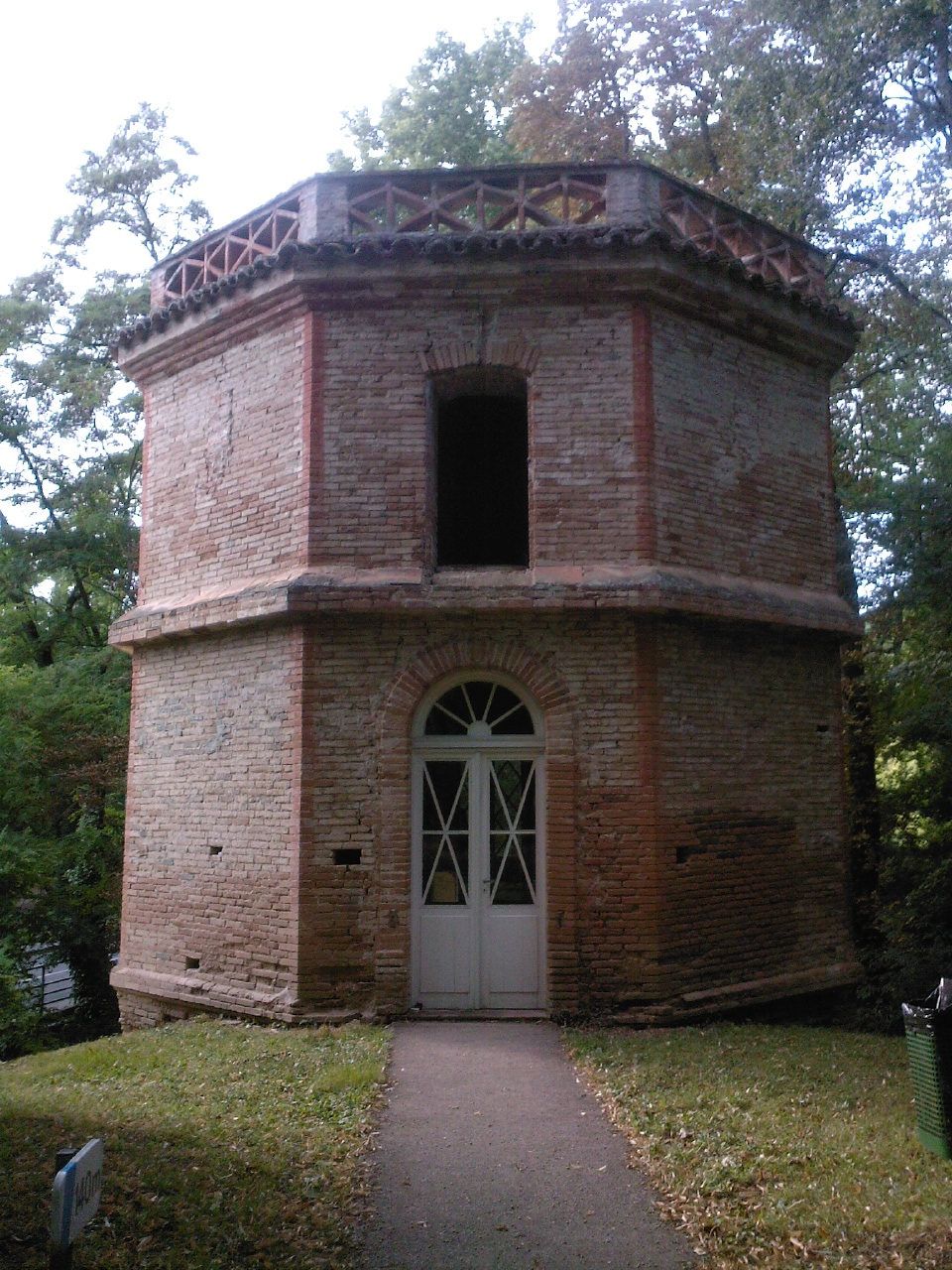
Башня замка Верн
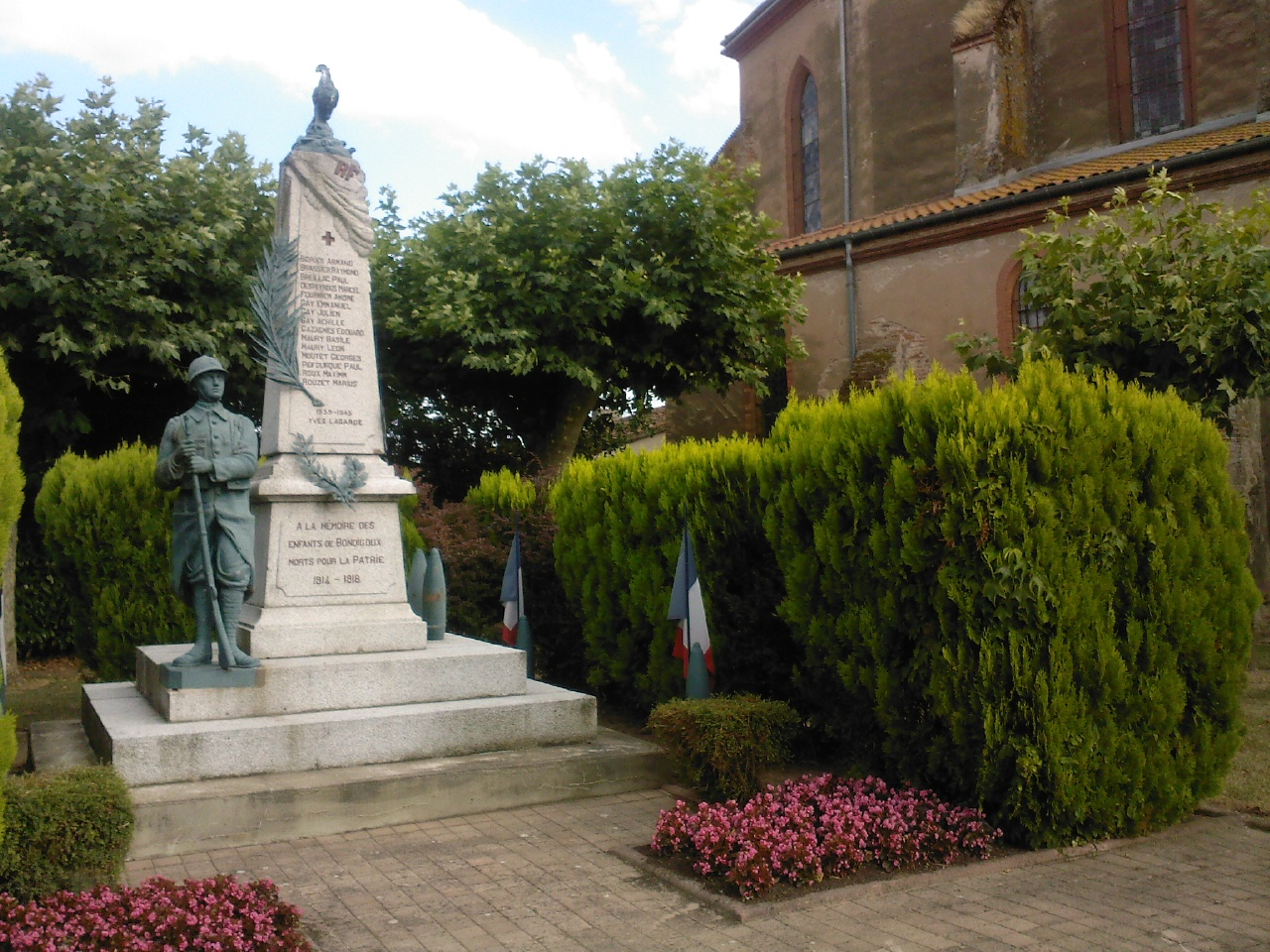
Военный мемориал
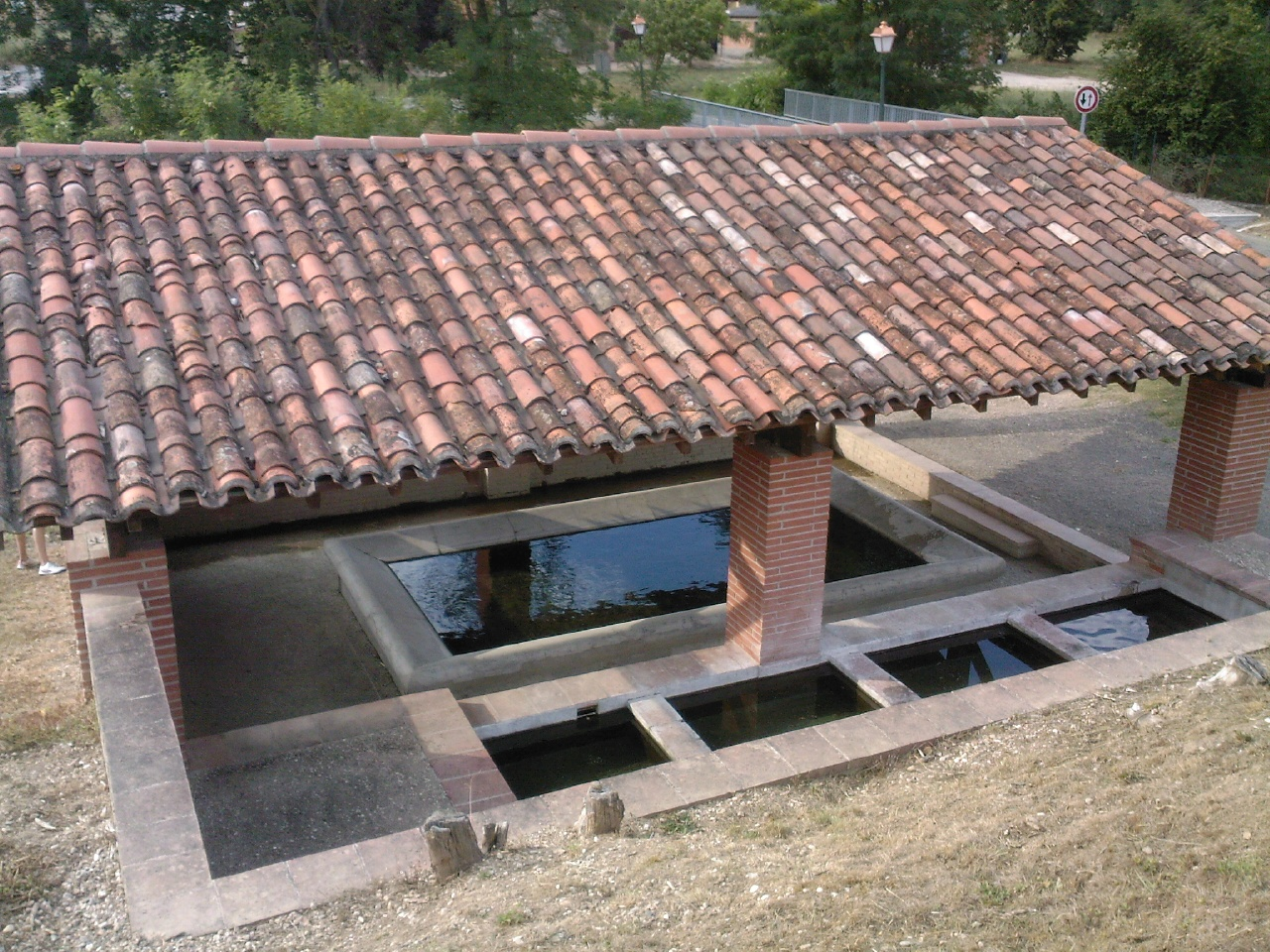
Общественная прачечная